# دومینیک لاندتینگه
دومینیک لاندتینگه (آلمانی: Dominik Landertinger; تلفظ آلمانی: [ˈdɔmɪnɪk ˈlandɐtɪŋɐ]؛ زادهٔ ۱۳ مارس ۱۹۸۸) ورزشکار دوگانه اهل اتریش است.